# Autechaux-Roide
Autechaux-Roide é uma comuna francesa na região administrativa de Borgonha-Franco-Condado, no departamento de Doubs. Estende-se por uma área de 6,56 km². Em 2010 a comuna tinha 521 habitantes (densidade: 79,4 hab./km²).